# Hendrik III van Nassau-Breda
Hendrik III van Nassau-Breda (Siegen, 12 januari 1483 – Breda, 13 september 1538) was graaf van Nassau en Vianden, heer van Breda en de Lek, en heer van Asse van 1504 tot 1538.

## Levensloop
Hendrik III was een zoon van Jan V van Nassau-Dillenburg, stadhouder van Gelre, en Elisabeth van Hessen-Marburg. Hij was de broer van Willem de Rijke, graaf van Nassau-Dillenburg en dus een oom van Willem van Oranje. In 1504 erfde hij de bezittingen van zijn kinderloos overleden oom, Engelbrecht II van Nassau.
Hendrik trad in dienst van Filips de Schone die hij vergezelde op zijn reizen door Europa. In 1504 werd hij drossaard van Brabant. Op 17 november 1505 nam Filips de Schone hem op in de Orde van het Gulden Vlies. Op 31 december 1510 werd hij aangesteld als kastelein (rentmeester) van Slot Loevestein. Van 1515-1521 was hij stadhouder van Holland en Zeeland. Ook was hij buitenlid van het Illustre Lieve Vrouwe Broederschap in 's-Hertogenbosch. In 1517-1518 betaalde hij het verschuldigde ‘ante obitum’ (doodschuld) aan deze broederschap. Ook werd hij een van de gouverneurs over de jonge Karel V met wie hij een goede band opbouwde. In 1521 overleed zijn tweede vrouw, Claudia van Chalon.
In datzelfde jaar, aldus Michel de Montaigne (Essais I,5), was Hendrik III betrokken bij het beleg van de Franse stad Mousson. Ook was hij het die namens Karel V Lyon innam (zie Italiaanse Oorlog van 1521-1526). Tussen 1522 en 1530 verbleef hij als raadsman en opperkamerheer van Karel aan diens hof in Spanje, de hoogste functie aan het hof. In 1524 trouwde hij op aanbeveling van Karel met de zestienjarige Mencía de Mendoza, die als dochter van Rodrigo de Mendoza uit een van de rijkste en aanzienlijkste geslachten van Spanje stamde. Ook nam hij deel aan een veldtocht tegen de Ottomaanse sultan Süleyman I. Hij stierf in 1538 en werd in de Grote Kerk in Breda begraven. Zijn weduwe, Mencia de Mendoza, hertrouwde in 1540 met Ferdinand van Aragón, hertog van Calabrië, zoon van koning Frederik IV van Napels. Zijn zoon uit zijn tweede huwelijk, René van Chalon, volgde hem op.

## Karakter
Van Hendrik bestaat het beeld van een flamboyante man die zich alleen bezighield met de hoogstnodige staatszaken en weinig interesse toonde in geloofskwesties. Hij besteedde veel aandacht aan de verfraaiing van zijn paleizen en het verzamelen van kunst (zie mecenaat). Tevens heeft hij de renaissance in Nederland voor het eerst grootschalig geïntroduceerd door onder andere het kasteel van Breda te laten ombouwen tot renaissance paleis.

## Brussel

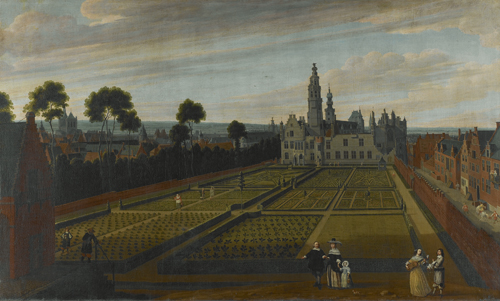
Guilliam van Schoor (landschap) en Gillis van Tilborgh (figuren). Het Paleis van Nassau te Brussel. 1658. Brussel, Koninklijke Musea voor Schone Kunsten van België.

In 1504 erfde Hendrik niet alleen de titels van zijn oom Engelbrecht II, maar ook zijn overige bezittingen, waaronder het Paleis van Nassau op de Koudenberg in Brussel, niet ver van de residentie van zijn leenheren. Het Paleis van Nassau nam een prominente plaats in onder de hoven in de Nederlanden. Hendrik voltooide de verbouwing, die door zijn oom was begonnen. De flamboyante Hendrik introduceerde allerlei buitenissigheden, zoals trompe-l'oeil-deuren en een bed dat plaats zou hebben geboden aan 50 personen. Ook bood het paleis onderdak aan een niet onbelangrijke kunstcollectie met werk van Jheronimus Bosch, Jan Gossaert en vermoedelijk ook van Lucas Cranach (zie Mecenaat). Toen Albrecht Dürer in 1520 het paleis aandeed tijdens zijn toer door de Nederlanden, maakte hij melding van een meteoriet, die in het paleis bewaard werd en die in een veld vlak naast Hendrik gevallen zou zijn.

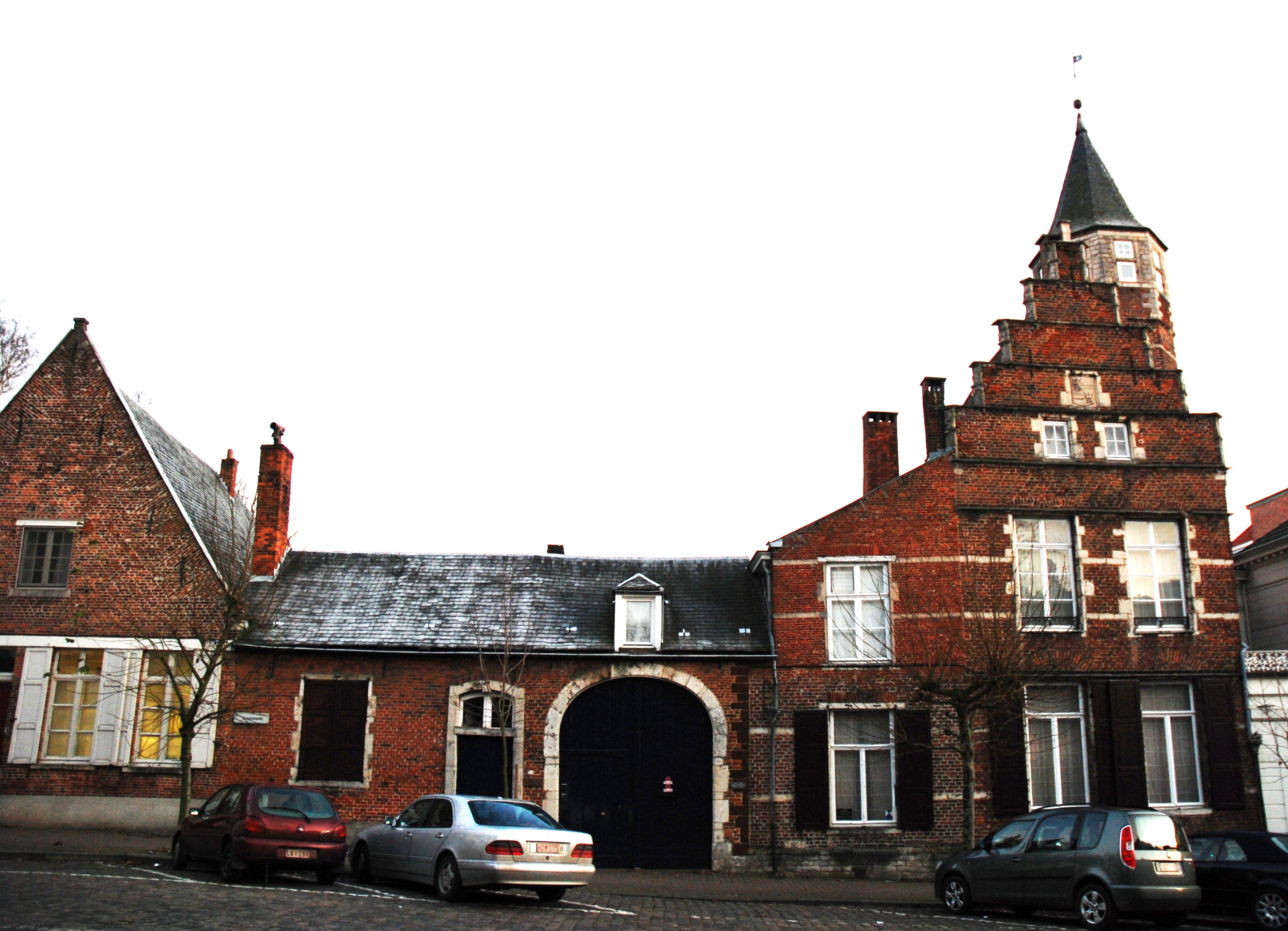
Het Hof van Nassau te Diest

## Breda
Tijdens het beheer door Hendrik beleefde Breda een periode van grote bloei. Hendrik gaf in 1536 opdracht tot de bouw van een renaissance-paleis, het Kasteel van Breda. De Henricuspoort, de voornaamste toegangspoort tot het kasteel draagt nog zijn naam. Het kasteel werd niet voltooid tijdens zijn leven. Hij heeft daarnaast Breda uitgebreid met nieuwe vestingwerken, het Valkenbergpark laten aanleggen, de Grote Kerk aangepast, nieuwe straten laten aanleggen en het Mastbos aangelegd.

## Diest
Diest was ook een van de bezittingen die Hendrik van zijn oom erfde. Hij liet er het Hof van Nassau bouwen in 1510, vlak bij het Warandepark.

## Mecenaat

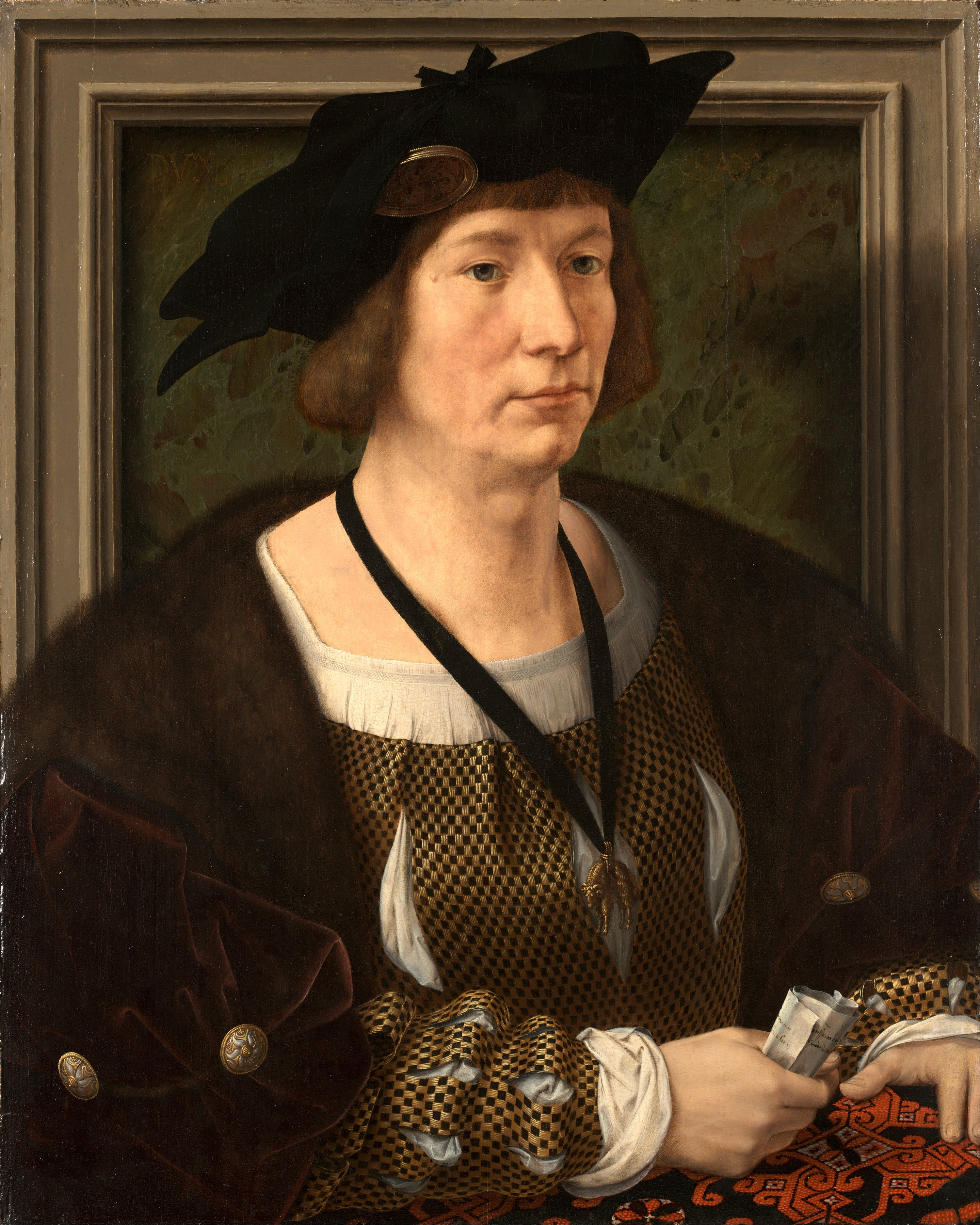
Jan Gossaert. Portret van Hendrik III van Nassau. Ca. 1516-1517. Fort Worth (Texas), Kimbell Art Museum.

Hendrik besteedde veel aandacht aan de verfraaiing van zijn paleizen, het aankopen van kunst en het samenstellen van een bibliotheek. Hij voltooide de verbouwing van het Paleis van Nassau en liet het Kasteel van Breda door een Italiaanse architect verbouwen tot renaissancepaleis. In de Grote Kerk, eveneens in Breda, liet hij voor zijn oom, Engelbrecht II, een renaissancistisch grafmonument oprichten (zie Praalgraf van Engelbrecht II van Nassau). Rond 1515 introduceerden schilders in de Nederlanden renaissancemotieven in hun werk, zoals classicistische vormen en mythologische onderwerpen. Hendrik was vrijwel onmiddellijk gegrepen door deze nieuwe stijl. Zo liet hij zich op ca. 33-jarige leeftijd als vliesridder afbeelden door Jan Gossaert. Ook bestelde hij bij Gossaert een Hercules en Deianeira. Een vergelijkbaar schilderij bevindt zich tegenwoordig in het Barber Institute of Fine Arts in Birmingham. Volgens Karel van Mander werkten Jan van Scorel en Bernard van Orley voor zijn residentie in Breda. Ook bezat hij werk van Lucas Cranach. Zo stuurde de keurvorst van Saksen hem een Lucretia van Cranach en vermeldt Antonio de Beatis in 1517 een Oordeel van Paris met de drie godinnen, dat een bekend onderwerp is in Cranachs oeuvre. De Beatis geeft ook een korte omschrijving van het drieluik De tuin der lusten van de Bossche schilder Jheronimus Bosch. Volgens de kunsthistoricus Hans Belting werd dit werk door Hendrik besteld. Hij suggereert dat Hendrik met Bosch in contact kwam via Filips de Schone, die in 1504 aan Bosch de opdracht gaf een drieluik te schilderen met als onderwerp de Dag des oordeels. Hendrik was in 1505 in 's-Hertogenbosch aanwezig vanwege de oorlog met Gelre (zie Gelderse Oorlogen), waar hij volgens Belting Bosch vroeg een drieluik te schilderen, dat dat van Filips naar de kroon zou steken. Volgens kunsthistoricus Bernard Vermet is het op basis van stilistische kenmerken en de dendrochronologische datering van de panelen waarop De tuin der lusten is geschilderd echter waarschijnlijker dat zijn oom Engelbrecht II de opdrachtgever was. De verzameling van Hendrik was verspreid over verschillende locaties, voornamelijk in Breda. Een deel van de verzameling werd later door zijn derde echtgenote, Mencía de Mendoza, naar Spanje overgebracht. De rest werd in 1568 door Alva geconfisqueerd.

## Huwelijken en gezin
Hendrik III van Nassau-Breda trouwde achtereenvolgens met Louise Francisca van Savoye (1503), Claudia van Chalon (1515) en Mencía de Mendoza (1524). Hij had één zoon uit het tweede huwelijk met Claudia van Chalon:
- René van Chalon, prins van Oranje.

Ook had hij een aantal bastaardkinderen.

Met Elisabeth Claire van Rosenbach (1485-1540) de dochter van de gouverneur van het kasteel van Vianden:
- Alexis van Nassau-Corroy (1506? – Corroy, 18 september 1550), stamvader van het geslacht Nassau-Corroy
- Elisabeth (ca. 1510 – 17 februari 1550) gehuwd met Jan van Renesse heer van Elderen en van Oostmalle

Met Marie de Reval:
- Lodewijk Philips (geboren tussen 1531 en 1538) Hij had een zoon Alfons van Nassau.

## Kwartierstaat
| Engelbrecht I van Nassau-Siegen (ca. 1370-1442) | Engelbrecht I van Nassau-Siegen (ca. 1370-1442) | Engelbrecht I van Nassau-Siegen (ca. 1370-1442) | Engelbrecht I van Nassau-Siegen (ca. 1370-1442) | Engelbrecht I van Nassau-Siegen (ca. 1370-1442) | Engelbrecht I van Nassau-Siegen (ca. 1370-1442) | Johanna van Polanen (1392-1445)          | Johanna van Polanen (1392-1445)          | Johanna van Polanen (1392-1445)          | Johanna van Polanen (1392-1445)          | Johanna van Polanen (1392-1445)         | Johanna van Polanen (1392-1445)         |                                         |                                         | Johan II van Loon-Heinsberg (1367-1438) | Johan II van Loon-Heinsberg (1367-1438) | Johan II van Loon-Heinsberg (1367-1438) | Johan II van Loon-Heinsberg (1367-1438) | Johan II van Loon-Heinsberg (1367-1438) | Johan II van Loon-Heinsberg (1367-1438) | Anna Margarethe van Solms-Braunfels (1399-1433) | Anna Margarethe van Solms-Braunfels (1399-1433) | Anna Margarethe van Solms-Braunfels (1399-1433) | Anna Margarethe van Solms-Braunfels (1399-1433) | Anna Margarethe van Solms-Braunfels (1399-1433) | Anna Margarethe van Solms-Braunfels (1399-1433) |  |  | Lodewijk I van Hessen (1402-1458)          | Lodewijk I van Hessen (1402-1458)          | Lodewijk I van Hessen (1402-1458)          | Lodewijk I van Hessen (1402-1458)          | Lodewijk I van Hessen (1402-1458)          | Lodewijk I van Hessen (1402-1458)          | Anna van Saksen (1420-1462)        | Anna van Saksen (1420-1462)        | Anna van Saksen (1420-1462)        | Anna van Saksen (1420-1462)        | Anna van Saksen (1420-1462)              | Anna van Saksen (1420-1462)              |                                          |                                          | Filip van Katzenelnbogen (1402-1479)     | Filip van Katzenelnbogen (1402-1479)     | Filip van Katzenelnbogen (1402-1479) | Filip van Katzenelnbogen (1402-1479) | Filip van Katzenelnbogen (1402-1479) | Filip van Katzenelnbogen (1402-1479) | Anna van Württemberg (1408-1471)    | Anna van Württemberg (1408-1471)    | Anna van Württemberg (1408-1471) | Anna van Württemberg (1408-1471) | Anna van Württemberg (1408-1471) | Anna van Württemberg (1408-1471) |  |  |  |  |  |  |  |  |  |  |  |  |  |  |  |  |  |  |  |  |  |  |  |  |  |  |  |  |  |  |  |  |  |  |  |  |  |  |  |  |  |  |  |  |  |  |  |  |
| Engelbrecht I van Nassau-Siegen (ca. 1370-1442) | Engelbrecht I van Nassau-Siegen (ca. 1370-1442) | Engelbrecht I van Nassau-Siegen (ca. 1370-1442) | Engelbrecht I van Nassau-Siegen (ca. 1370-1442) | Engelbrecht I van Nassau-Siegen (ca. 1370-1442) | Engelbrecht I van Nassau-Siegen (ca. 1370-1442) | Johanna van Polanen (1392-1445)          | Johanna van Polanen (1392-1445)          | Johanna van Polanen (1392-1445)          | Johanna van Polanen (1392-1445)          | Johanna van Polanen (1392-1445)         | Johanna van Polanen (1392-1445)         |                                         |                                         | Johan II van Loon-Heinsberg (1367-1438) | Johan II van Loon-Heinsberg (1367-1438) | Johan II van Loon-Heinsberg (1367-1438) | Johan II van Loon-Heinsberg (1367-1438) | Johan II van Loon-Heinsberg (1367-1438) | Johan II van Loon-Heinsberg (1367-1438) | Anna Margarethe van Solms-Braunfels (1399-1433) | Anna Margarethe van Solms-Braunfels (1399-1433) | Anna Margarethe van Solms-Braunfels (1399-1433) | Anna Margarethe van Solms-Braunfels (1399-1433) | Anna Margarethe van Solms-Braunfels (1399-1433) | Anna Margarethe van Solms-Braunfels (1399-1433) |  |  | Lodewijk I van Hessen (1402-1458)          | Lodewijk I van Hessen (1402-1458)          | Lodewijk I van Hessen (1402-1458)          | Lodewijk I van Hessen (1402-1458)          | Lodewijk I van Hessen (1402-1458)          | Lodewijk I van Hessen (1402-1458)          | Anna van Saksen (1420-1462)        | Anna van Saksen (1420-1462)        | Anna van Saksen (1420-1462)        | Anna van Saksen (1420-1462)        | Anna van Saksen (1420-1462)              | Anna van Saksen (1420-1462)              |                                          |                                          | Filip van Katzenelnbogen (1402-1479)     | Filip van Katzenelnbogen (1402-1479)     | Filip van Katzenelnbogen (1402-1479) | Filip van Katzenelnbogen (1402-1479) | Filip van Katzenelnbogen (1402-1479) | Filip van Katzenelnbogen (1402-1479) | Anna van Württemberg (1408-1471)    | Anna van Württemberg (1408-1471)    | Anna van Württemberg (1408-1471) | Anna van Württemberg (1408-1471) | Anna van Württemberg (1408-1471) | Anna van Württemberg (1408-1471) |  |  |  |  |  |  |  |  |  |  |  |  |  |  |  |  |  |  |  |  |  |  |  |  |  |  |  |  |  |  |  |  |  |  |  |  |  |  |  |  |  |  |  |  |  |  |  |  |
|                                                 |                                                 |                                                 |                                                 |                                                 |                                                 |                                          |                                          |                                          |                                          |                                         |                                         |                                         |                                         |                                         |                                         |                                         |                                         |                                         |                                         |                                                 |                                                 |                                                 |                                                 |                                                 |                                                 |  |  |                                            |                                            |                                            |                                            |                                            |                                            |                                    |                                    |                                    |                                    |                                          |                                          |                                          |                                          |                                          |                                          |                                      |                                      |                                      |                                      |                                     |                                     |                                  |                                  |                                  |                                  |  |  |  |  |  |  |  |  |  |  |  |  |  |  |  |  |  |  |  |  |  |  |  |  |  |  |  |  |  |  |  |  |  |  |  |  |  |  |  |  |  |  |  |  |  |  |  |  |
|                                                 |                                                 |                                                 |                                                 | Jan IV van Nassau (1410-1475)                   | Jan IV van Nassau (1410-1475)                   | Jan IV van Nassau (1410-1475)            | Jan IV van Nassau (1410-1475)            | Jan IV van Nassau (1410-1475)            | Jan IV van Nassau (1410-1475)            |                                         |                                         |                                         |                                         |                                         |                                         | Maria van Loon-Heinsberg (1424-1502)    | Maria van Loon-Heinsberg (1424-1502)    | Maria van Loon-Heinsberg (1424-1502)    | Maria van Loon-Heinsberg (1424-1502)    | Maria van Loon-Heinsberg (1424-1502)            | Maria van Loon-Heinsberg (1424-1502)            |                                                 |                                                 |                                                 |                                                 |  |  |                                            |                                            |                                            |                                            | Hendrik III van Hessen (1440-1483)         | Hendrik III van Hessen (1440-1483)         | Hendrik III van Hessen (1440-1483) | Hendrik III van Hessen (1440-1483) | Hendrik III van Hessen (1440-1483) | Hendrik III van Hessen (1440-1483) |                                          |                                          |                                          |                                          |                                          |                                          | Anna van Katzenelnbogen (1443-1494)  | Anna van Katzenelnbogen (1443-1494)  | Anna van Katzenelnbogen (1443-1494)  | Anna van Katzenelnbogen (1443-1494)  | Anna van Katzenelnbogen (1443-1494) | Anna van Katzenelnbogen (1443-1494) |                                  |                                  |                                  |                                  |  |  |  |  |  |  |  |  |  |  |  |  |  |  |  |  |  |  |  |  |  |  |  |  |  |  |  |  |  |  |  |  |  |  |  |  |  |  |  |  |  |  |  |  |  |  |  |  |
|                                                 |                                                 |                                                 |                                                 | Jan IV van Nassau (1410-1475)                   | Jan IV van Nassau (1410-1475)                   | Jan IV van Nassau (1410-1475)            | Jan IV van Nassau (1410-1475)            | Jan IV van Nassau (1410-1475)            | Jan IV van Nassau (1410-1475)            |                                         |                                         |                                         |                                         |                                         |                                         | Maria van Loon-Heinsberg (1424-1502)    | Maria van Loon-Heinsberg (1424-1502)    | Maria van Loon-Heinsberg (1424-1502)    | Maria van Loon-Heinsberg (1424-1502)    | Maria van Loon-Heinsberg (1424-1502)            | Maria van Loon-Heinsberg (1424-1502)            |                                                 |                                                 |                                                 |                                                 |  |  |                                            |                                            |                                            |                                            | Hendrik III van Hessen (1440-1483)         | Hendrik III van Hessen (1440-1483)         | Hendrik III van Hessen (1440-1483) | Hendrik III van Hessen (1440-1483) | Hendrik III van Hessen (1440-1483) | Hendrik III van Hessen (1440-1483) |                                          |                                          |                                          |                                          |                                          |                                          | Anna van Katzenelnbogen (1443-1494)  | Anna van Katzenelnbogen (1443-1494)  | Anna van Katzenelnbogen (1443-1494)  | Anna van Katzenelnbogen (1443-1494)  | Anna van Katzenelnbogen (1443-1494) | Anna van Katzenelnbogen (1443-1494) |                                  |                                  |                                  |                                  |  |  |  |  |  |  |  |  |  |  |  |  |  |  |  |  |  |  |  |  |  |  |  |  |  |  |  |  |  |  |  |  |  |  |  |  |  |  |  |  |  |  |  |  |  |  |  |  |
|                                                 |                                                 |                                                 |                                                 |                                                 |                                                 |                                          |                                          |                                          |                                          | Jan V van Nassau-Dillenburg (1455-1516) | Jan V van Nassau-Dillenburg (1455-1516) | Jan V van Nassau-Dillenburg (1455-1516) | Jan V van Nassau-Dillenburg (1455-1516) | Jan V van Nassau-Dillenburg (1455-1516) | Jan V van Nassau-Dillenburg (1455-1516) |                                         |                                         |                                         |                                         |                                                 |                                                 |                                                 |                                                 |                                                 |                                                 |  |  |                                            |                                            |                                            |                                            |                                            |                                            |                                    |                                    |                                    |                                    | Elisabeth van Hessen-Marburg (1466–1523) | Elisabeth van Hessen-Marburg (1466–1523) | Elisabeth van Hessen-Marburg (1466–1523) | Elisabeth van Hessen-Marburg (1466–1523) | Elisabeth van Hessen-Marburg (1466–1523) | Elisabeth van Hessen-Marburg (1466–1523) |                                      |                                      |                                      |                                      |                                     |                                     |                                  |                                  |                                  |                                  |  |  |  |  |  |  |  |  |  |  |  |  |  |  |  |  |  |  |  |  |  |  |  |  |  |  |  |  |  |  |  |  |  |  |  |  |  |  |  |  |  |  |  |  |  |  |  |  |
|                                                 |                                                 |                                                 |                                                 |                                                 |                                                 |                                          |                                          |                                          |                                          | Jan V van Nassau-Dillenburg (1455-1516) | Jan V van Nassau-Dillenburg (1455-1516) | Jan V van Nassau-Dillenburg (1455-1516) | Jan V van Nassau-Dillenburg (1455-1516) | Jan V van Nassau-Dillenburg (1455-1516) | Jan V van Nassau-Dillenburg (1455-1516) |                                         |                                         |                                         |                                         |                                                 |                                                 |                                                 |                                                 |                                                 |                                                 |  |  |                                            |                                            |                                            |                                            |                                            |                                            |                                    |                                    |                                    |                                    | Elisabeth van Hessen-Marburg (1466–1523) | Elisabeth van Hessen-Marburg (1466–1523) | Elisabeth van Hessen-Marburg (1466–1523) | Elisabeth van Hessen-Marburg (1466–1523) | Elisabeth van Hessen-Marburg (1466–1523) | Elisabeth van Hessen-Marburg (1466–1523) |                                      |                                      |                                      |                                      |                                     |                                     |                                  |                                  |                                  |                                  |  |  |  |  |  |  |  |  |  |  |  |  |  |  |  |  |  |  |  |  |  |  |  |  |  |  |  |  |  |  |  |  |  |  |  |  |  |  |  |  |  |  |  |  |  |  |  |  |
|                                                 |                                                 |                                                 |                                                 |                                                 |                                                 |                                          |                                          |                                          |                                          |                                         |                                         |                                         |                                         |                                         |                                         |                                         |                                         |                                         |                                         |                                                 |                                                 |                                                 |                                                 |                                                 |                                                 |  |  |                                            |                                            |                                            |                                            |                                            |                                            |                                    |                                    |                                    |                                    |                                          |                                          |                                          |                                          |                                          |                                          |                                      |                                      |                                      |                                      |                                     |                                     |                                  |                                  |                                  |                                  |  |  |  |  |  |  |  |  |  |  |  |  |  |  |  |  |  |  |  |  |  |  |  |  |  |  |  |  |  |  |  |  |  |  |  |  |  |  |  |  |  |  |  |  |  |  |  |  |
|                                                 |                                                 |                                                 |                                                 |                                                 |                                                 |                                          |                                          |                                          |                                          |                                         |                                         |                                         |                                         |                                         |                                         |                                         |                                         |                                         |                                         |                                                 |                                                 |                                                 |                                                 |                                                 |                                                 |  |  |                                            |                                            |                                            |                                            |                                            |                                            |                                    |                                    |                                    |                                    |                                          |                                          |                                          |                                          |                                          |                                          |                                      |                                      |                                      |                                      |                                     |                                     |                                  |                                  |                                  |                                  |  |  |  |  |  |  |  |  |  |  |  |  |  |  |  |  |  |  |  |  |  |  |  |  |  |  |  |  |  |  |  |  |  |  |  |  |  |  |  |  |  |  |  |  |  |  |  |  |
|                                                 |                                                 |                                                 |                                                 | Hendrik III van Nassau-Breda (1483-1538)        | Hendrik III van Nassau-Breda (1483-1538)        | Hendrik III van Nassau-Breda (1483-1538) | Hendrik III van Nassau-Breda (1483-1538) | Hendrik III van Nassau-Breda (1483-1538) | Hendrik III van Nassau-Breda (1483-1538) |                                         |                                         | Johan van Nassau (1484-ca. 1504)        | Johan van Nassau (1484-ca. 1504)        | Johan van Nassau (1484-ca. 1504)        | Johan van Nassau (1484-ca. 1504)        | Johan van Nassau (1484-ca. 1504)        | Johan van Nassau (1484-ca. 1504)        |                                         |                                         | Ernst van Nassau (1486-1486)                    | Ernst van Nassau (1486-1486)                    | Ernst van Nassau (1486-1486)                    | Ernst van Nassau (1486-1486)                    | Ernst van Nassau (1486-1486)                    | Ernst van Nassau (1486-1486)                    |  |  | Willem I van Nassau-Dillenburg (1487–1559) | Willem I van Nassau-Dillenburg (1487–1559) | Willem I van Nassau-Dillenburg (1487–1559) | Willem I van Nassau-Dillenburg (1487–1559) | Willem I van Nassau-Dillenburg (1487–1559) | Willem I van Nassau-Dillenburg (1487–1559) |                                    |                                    | Elisabeth van Nassau (1488-1559)   | Elisabeth van Nassau (1488-1559)   | Elisabeth van Nassau (1488-1559)         | Elisabeth van Nassau (1488-1559)         | Elisabeth van Nassau (1488-1559)         | Elisabeth van Nassau (1488-1559)         |                                          |                                          | Maria van Nassau (1491-1547)         | Maria van Nassau (1491-1547)         | Maria van Nassau (1491-1547)         | Maria van Nassau (1491-1547)         | Maria van Nassau (1491-1547)        | Maria van Nassau (1491-1547)        |                                  |                                  |                                  |                                  |  |  |  |  |  |  |  |  |  |  |  |  |  |  |  |  |  |  |  |  |  |  |  |  |  |  |  |  |  |  |  |  |  |  |  |  |  |  |  |  |  |  |  |  |  |  |  |  |